# Пауль Канштайн
Пауль Ернст Канштайн (нім. Paul Ernst Kanstein; 31 травня 1899, Бад-Берлебург — 7 вересня 1980, Занкт-Вольфганг) — німецький юрист, один з керівників гестапо, доктор права, бригадефюрер СС. Кавалер Німецького хреста в сріблі.

## Біографія
Син євангелічного пастора Генріха Канштайна. Учасник Першої світової війни. Після війни вивчав право. З 1925 року перебував на державній службі в Шнайдемюлі, а з 1927 року — службовець муніципального відділення уряду в Кенігсберзі. 1 травня 1933 року вствпив в НСДАП (квиток № 2 306 733), в липні — в СС (посвідчення №189 786). Згодом служив в гестапо Кенігсберга, а з грудня 1934 року — Оснабрюка . З червня 1935 року — начальник гестапо в Ганновері, з жовтня 1937 року — в Берліні. В 1939 році формально був призначений президентом поліції Берліна. Після німецької окупації Данії з 12 квітня 1940 по 28 серпня 1943 року був уповноваженим Імперського міністерства закордонних справ з питань внутрішнього управління і був імперським представником Третього рейху при датській цивільній адміністрації. За словами Йоахіма фон Ріббентропа, в завдання Канштайна входили спостереження за діяльністю органів внутрішньої адміністрації в Данії, включаючи поліцію і міські адміністрації, а також дотримання заходів безпеки в разі дій датської влади щодо окупаційних сил. В червні 1942 року був призначений президентом поліції Ганновера. З листопада 1943 року — керівник військової адміністрації в Італії.
Восени 1938 року долучився до змови проти Адольфа Гітлера. Йому відводилася одна з ключових ролей в здійсненні перевороту. Канштайн повинен був забезпечити нейтралітет гестапо Берліна під час захоплення влади змовниками. Передбачалося, що в разі успіху путчу він займе пост керівника поліції безпеки Німеччини. Незабаром провалу змови 7 серпня 1944 року був викликаний в Берлін і як друг графа Ганса-Детлефа фон дер Шуленбурга був допитаний спочатку Генріхом Мюллером, а потім Ернстом Кальтенбруннером. Завдяки заступництву Вільгельма Штуккарта того ж дня був повністю виправданий і повернувся на свою посаду в Італію. Після війни успішно пройшов денацифікацію.

## Сім'я
В грудні 1929 року одружився з Карін Йордан. В пари народились 4 сини — Клаус (1933), Петер (1935), Дітер (1941) і Бернгард (1944).

## Звання
- Унтерштурмфюрер СС (20 квітня 1936)
- Оберштурмфюрер СС (20 квітня 1937)
- Гауптштурмфюрер СС (20 квітня 1938)
- Оберштурмбанфюрер СС (1 серпня 1938)
- Штандартенфюрер СС (9 листопада 1938)
- Оберфюрер СС (1 жовтня 1939)
- Бригадефюрер СС (21 червня 1942)

## Нагороди
- Залізний хрест 2-го класу
- Почесний хрест ветерана війни з мечами
- Йольський свічник (16 грудня 1935)
- Почесний кут старих бійців
- Почесна шпага рейхсфюрера СС
- Кільце «Мертва голова»
- Німецька імперська відзнака за фізичну підготовку в сріблі
- Спортивний знак СА в бронзі
- Медаль «За вислугу років у НСДАП» в бронзі (10 років)
- Хрест Воєнних заслуг 2-го і 1-го класу
- Німецький хрест в сріблі (8 лютого 1945)